# José Sobral de Almada Negreiros

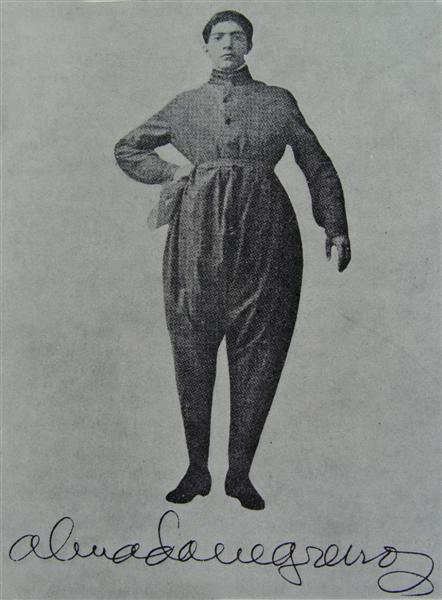
Almada Negreiros beim Ersten Futuristen Kongress, April 1917 im Theater São Luiz, Lissabon.

José Sobral de Almada Negreiros (* 7. April 1893 auf dem Landgut Roça Saudade bei Trindade auf São Tomé; † 15. Juni 1970 in Lissabon) war ein portugiesischer Universalkünstler, der vor allem als Maler einer der bedeutendsten portugiesischen Künstler des 20. Jahrhunderts war. Er war auch als Schriftsteller tätig.

## Leben

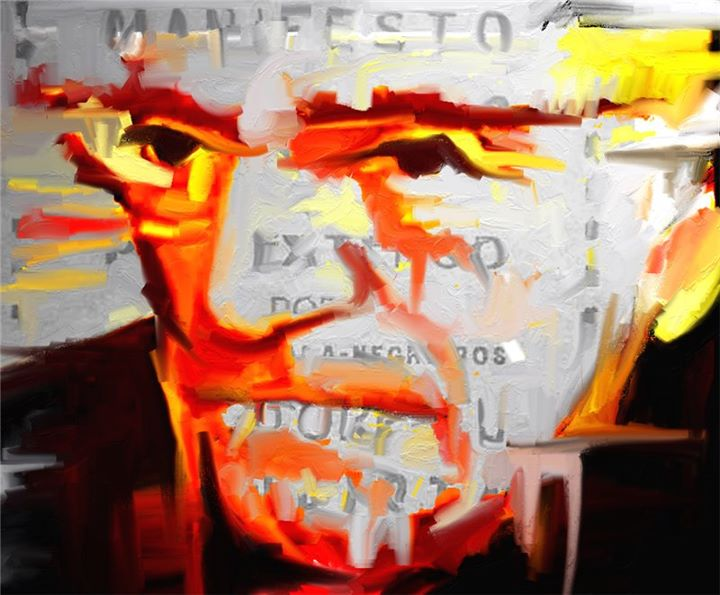
Almada Negreiros (Gemälde von Bottelho (1964–2014))

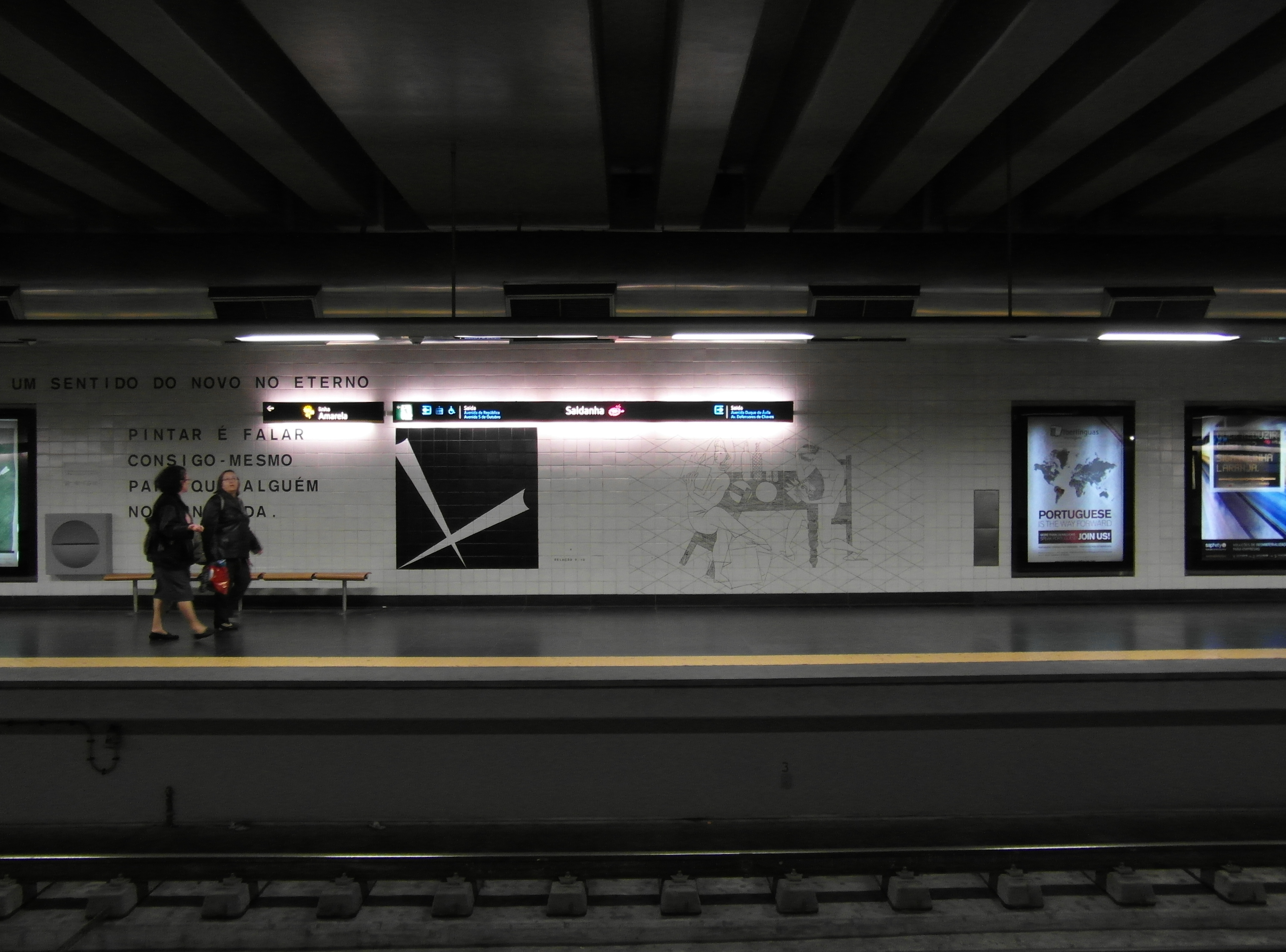
Bahnsteig des Lissaboner U-Bahnhofs Saldanha der Linha Vermelha mit Zitaten und Reproduktionen von Grafiken des Künstlers

José Sobral de Almada Negreiros war einer der Mitbegründer der Zeitschrift Orpheu. Eine lange Freundschaft verband ihn mit dem Dichter Fernando Pessoa. Von Almada Negreiros stammt auch ein bedeutendes Porträt von Pessoa. Von 1927 bis 1931 lebte er in Madrid. Er erhielt 1942 den Premio Columbano, 1946 den Premio Domingos Sequeira. Sein Werk hatte sehr großen Einfluss auf die portugiesische Kunst der nächsten Generationen. Er war ein bedeutender Vertreter der künstlerischen Moderne Portugals. Mit der Malerin Sarah Afonso war er einige Jahre verheiratet. Almada Negreiros starb am 15. Juni 1970 in Lissabon.

## Werk als Universalkünstler
Er war in den unterschiedlichsten künstlerischen Bereichen tätig: so als Romancier, Maler, Karikaturist, Illustrator, Lyriker, Essayist, Tänzer, Bühnen- und Kostümbildner, Zeichner, Dramatiker. Er hat in Spanien und Portugal viele öffentliche Gebäude mit seinen Werken ausgestattet, so z. B. am bedeutenden Lissaboner Café A Brasileira 1925, die Glasarbeiten an der Igreja de Nossa Senhora de Fátima oder Wandmalereien in verschiedenen öffentlichen Gebäuden in Madrid. Aber auch Firmensitze, Fährhäfen oder dem Literarischen Institut der Universität Lissabon. Sogar als Schauspieler im Film war er zu sehen, wahrscheinlich einer seiner wenigen Auftritte auf Celluloid überhaupt: 1920 spielte er in dem Stummfilm "O condenando" (Der Verurteilte) eine der Hauptrollen.
Auf dem 2009 eröffneten Lissaboner U-Bahnhof Saldanha der Linha Vermelha finden sich als Täfelung seiner beiden Bahnsteige sowie der Übergänge zwischen diesen zahlreiche in Kacheln gebrannte Zitate und Reproduktionen seiner Grafiken sowie zweier seiner Gemälde.

## Werk als Schriftsteller (Auswahl)
- 1915: A Engomadeira (Novelle)
- 1915: manifesto Anti-Dantas (Pamphlet)
- 1917: K4, O Quadrado Azul (Novelle)
- 1918: O Jardim da Pierette (Ballett)
- 1925: Nome de Guerra, Roman (ersch. 1938)

## Casa Museu Almada Negreiros
Am Geburtsort Almada Negreiros’ auf dem Landgut Roça Saudade bei Trindade auf der afrikanischen Insel São Tomé entsteht seit 2015 mit der Casa Museu Almada Negreiros ein Museum mit Künstlerwerkstatt zu seinem Gedenken.